# Союз автомотоспорту Республіки Сербської
Союз автомотоспорту Республіки Сербської (серб. Спортски ауто мото савез Републике Српске), скорочено САМСРСР — спортивна організація, яка працює над розвитком автомобільних, мотоциклетних і картингових спортивних клубів Республіки Сербської, організацією змагань з автомотоспорту в Республіці й просуванням спорту. Союз співпрацює з Міністерством у справах сім'ї, молоді та спорту Республіки Сербської. Штаб-квартира: Баня-Лука, вулиця Князя Милоша.
Союз засновано 28 січня 2008 року, до його організації входять Скупщина й Комітет з управління.

## Змагання, які організовує САМСРС

### За категоріями
- Кільцеві автоперегони, А01
- Автоперегони в гірській місцевості, А02
- Авторалі, А03
- Автокрос, А04
- Крос 4x4, А05
- Ралі позашляховиків, А06
- TSD-ралі, А07
- Гонки ретро-автомобілів, А07/1
- Автослалом, А09
- Картинг, К01
- Кільцеві мотоперегони, М01
- Мотокрос, М02
- Спідвей, М03

## Офіційні турніри
- Картинг-турніри «Гран-прі Баня-Луки» і «Гран-прі Добоя»
- Автоперегони в гірській місцевості «Власениця» та «Лопаре»
- TSD-авторалі «Сутьєска», «Коридор 92» і «Слатина»
- Автоперегони в Баня-Луці

## Зареєстровані клуби
- Баня-Лука
- Феромонт Спорт (Бієліна)
- Борац (Баня-Лука)
- Леотар (Требинє)
- Шкорпіон (Лакташі)
- Модрича-2007 (Модрича)
- Оптіма (Модрича)
- Грамер (Углєвік)